# Markéta Květoňová
Markéta Květoňová (Praga, 9 giugno 1974) è un'ex cestista ceca, fino al 1992 cecoslovacca.

## Carriera
Con la Rep. Ceca ha disputato i Campionati europei del 1995.